# Jiang’an (Wuhan)
Der Stadtbezirk Jiang’an (chinesisch 江岸區 / 江岸区, Pinyin Jiāng’àn Qū)  ist ein Stadtbezirk der Unterprovinzstadt Wuhan, der Hauptstadt der Provinz Hubei in der Volksrepublik China. Er hat eine Fläche von 64,24 km² und zählt 962.800 Einwohner (Stand: Ende 2019). Er ist Sitz der Stadtregierung und Stadtzentrum von Wuhan.

## Administrative Gliederung
Auf Gemeindeebene setzt sich der Stadtbezirk aus sechzehn Straßenvierteln zusammen. 